# Philippe Junot
Philippe Junot (født 19. april 1940) er en fransk forretningsmand. Han er søn af Michel Junot, en parisisk rådmand og Lydia Thykjær, datter af en dansk forretningsmand.

## Gift med prinsesse Caroline af Monaco
I 1958 erklærede han offentligt at han ville gifte sig med prinsesse Caroline af Monaco på trods af at hun kun var en baby på tidspunktet (født 1957). Tyve år senere, den 28. juni (civilt) og 29. juni (kirkeligt) 1978 blev de to gift ved ceremonier i Monaco. Parret blev skilt igen den 9. oktober 1980, efter at Caroline beskyldte ham for utroskab. Philippe mente derimod at bruddet skyldte Carolines affærer og konstante indblanding af hendes forældre. 
Vatikanet annullerede ægteskabet i 1992. Både prinsesse Caroline og Philippe Junot giftede sig igen flere år før paven havde annulleret deres ægteskab.

## Gift med Nina Wendelboe-Larsen
Fra 1987 til 1996 var Philippe Junot var gift med den danske model Nina Wendelboe-Larsen (født 1964 på Marsvinsholm slot ved Ystad i Skåne). 
Junot og Wendelboe-Larsen nåede at få de tre børn: Victoria, Isabelle og Alexis, inden de blev skilt igen omkring 1996. Han er også far til Chloé, født i Paris i 2005, med model Helén Wendel.